# 红军标语楼 (桂林)
红军标语楼，位于中国广西壮族自治区兴安县华江瑶族自治乡千家寺，1994年7月8日被列入省级文物保护单位，类型为革命遗址及革命纪念建筑物，为第四批广西壮族自治区文物保护单位；2006年5月25日被列入全国重点文物保护单位，为湘江战役旧址的一处文物点。
红军标语楼的历史年代为1934。